# Mănăstirea Bujoreni
Mănăstirea Bujoreni (numită în trecut și Schitu Magaru) este o mănăstire ortodoxă din România situată în comuna Zorleni, județul Vaslui. Folosind drumul județean Bârlad-Zorleni-Murgeni-Fălciu, la ieșirea din satul Popeni, în vârful dealului unde este postat "Releul TV" la punctul numit Căprioara, un indicator arată spre stânga în pădure pe un drum forestier pietruit și bine întreținut, de 5 km lungime, care duce direct în incinta mănăstirii, acolo fiind și capăt de drum.
Se poate ajunge și cu trenul pe calea ferată oprind la stația Horga, iar de acolo 5–6 km de străbătut pe jos. Mănăstirea are o legendă superbă; se spune că în timpul invaziilor otomanilor din timpul lui Stefan cel Mare, călugării de aici , pentru a salva icoana făcătoare de minuni a mănăstirii , au adăpostit-o într-o scorbură de stejar. Aceasta a fost descoperită în secolul XIX , atunci când un locuitor a trecut cu un măgar pe langa acest stejar ,iar animalul s-a oprit din mers și a început să plângă . De aici se spune că și-a luat mănăstirea numele ,in zonă fiind cunoscuta și sub numele de " Mănăstirea Măgarului". Așa cum luminițele văzute de Daniil Sihastru, pusnicul si părintele Moldovei, l-au decis  pe Voievodul Ștefan să aleagă altarul mănăstirii Putna prin  tragerea cu 
arcul, tot așa și la mănăstirea Bujoreni atestată documentar la 27 martie 1602, istoria spune că în partea locului un oarecare Ion Brețcanu ,mocan din ținutul Brețcului, mare crescător de oi, venea pe aceste văi oprindu-se într-un loc cu numele de Siliștea Oilor. 
Locul unde mocanii poposeau cu oile pe acele dealuri domoale și liniștite este la 1 km de zona unde se află astăzi mănăstirea Bujoreni. 
Documentele doveditoare existenței acestui așezământ monahal sunt următoarele: 
– 27 martie 1602 – Act de vânzare pe moșia Zorleni unde se afla schitul, de către Gheorghe Vornic. Document emis de Siluan egumenul schitului care semnează. 
– Anul 1707 se emite alt act de vânzare, care are ca martor pe Ilie călugar din mănăstirea Măgarului. 
– 1730 – Alt document de vânzare scris de Pahomie din mănăstirea Măgarului. 
– In 1780 mănăstirea Bujoreni trece în proprietaea Stolnicului Gavriil Konachi, mai târziu vornic, care văzând starea avansată de degradare a locașului de închinăciune, o va reface din temelie. Îngrijind mănăstirea până la sfârșitul vieții sale, adică anul 1813. 
– La 1804 Lupu Pomană emite un act de vânzare a unei vii de la mănăstirea Măgarului, întărită cu semnătura ieromonahului Efrem, din consiliul economic al mănăstirii. 
Actuala mânăstire re ctitorită integral din osârdia lui Ioanichie Konachi ce iubea acest loc foarte mult, a fost făcută la anul 1840, când acesta a ridicat o biserică nouă, din cărămidă și piatră, cu hramul Adormirea Maicii Domnului, prăznuit la 15 august. 
Despre stilul arhitectonic al acestui sfânt locaș, profesorul Gheorghe Clapa spune că este demn de reținut următorul lucru. 
– Biserica este ridicată în ultima perioadă a stilului moldovenesc. Stilul ei arhitectonic este cel al bisericilor cu plan treflat caracteristic artei bizantine răspândit în Athos, Serbia, Țara Românească și Moldova.  Această mănăstire a fost loc de viețuire si pentru o obște de maici Dar datorită vitregiilor, sărăciei, lipsei economice a zonei, călugărițele nefăcând față cerințelor și greutăților, au cerut chiriarhului să trimită monahi pentru că ei pot înfrunta mai ușor sărăcia și greutățile acelui loc. Episcopul Ioachim Vasluianul a luat această hotărâre numind stareț pe protosinghelul Luchian care va păstori obștea de monahi până în anul 2002, timp în care se va ocupa cu destoinicie de anexele gospodărești și chilii, de construirea unui gard din piatră și electrificarea Sf. Locaș.  
Din încuviințarea Înalt Prea Sfințitului mitropolit Daniel, Prea Sfințitul episcop Ioachim al Hușilor a delegat pentru mănăstirea Bujoreni prin transfer 4 călugări de la mănăstirea Petru Vodă, monahii Iustinian, Euharist, Filoteu, Cleopa și rasoforul Xenofont. Cu aprobarea Prea Sfințitului Ioachim, monahul Euharist în vârstă de 25 de ani, a fost hirotonit întru ieromonah , și numit în funcția de stareț al mănăstirii Bujoreni, acesta păstorind până in ziua de astăzi obștea acestei mănăstiri. 
După nenumăratele încercări avute de-a lungul timpului și prin sârguința oamenilor care au contribuit la consolidarea și înfrumusețarea acestui sfânt locaș, astăzi ne putem bucura fără teamă de frumusețile desprinse parcă dintr-un basm ale acestei zone.